# Феофил (Раев)
Епископ Феофил Раев (1737, Новгород-Северский — 23 декабря 1811 (4 января 1812), Тамбов) — епископ Русской православной церкви, епископ Тамбовский и Шацкий.

## Биография
Родился в 1737 году в Новгороде-Северском. Мирское имя его не известно. По некоторым сведениям был потомком обедневшего дворянина Матвея Камардина.
Лишившись родителей ещё в раннем детстве, находился в большой нужде. До 18 лет не имел собственной обуви и носил один-единственный халат.
Учился в архиерейской школе, окончил Черниговский коллегиум, а потом в Киево-Могилянской академии. Фамилию «Раев» часто давали в семинариях или академии сиротам-воспитанникам.
В 1762 году пострижен в монашество и рукоположён во иеродиакона. В том же году направлен на берега Волхова, в Антониев монастырь — учителем низшего отделения Новгородской духовной семинарии (класс фары), где трудился с особым «тщанием». С разрешения митрополита Новгородского и Великолуцкого Димитрия (Сеченова) иеродиакон Феофил преподавал также немецкий язык и географию «способнейшим ученикам». В 1763 году переведён в класс инфимы, 1765 году — грамматики, 1766 году — синтаксимы, 1769 году — пиитики.
27 июля 1769 года в Санкт-Петербурге рукоположён во иеромонаха.
29 сентября 1770 года назначен префектом Новгородской духовной семинарии, 13 июле 1774 года — её ректором.
18 июля 1774 года назначен настоятелем Новгородского Антониева монастыря с возведением в сан архимандрита и присутствующим в духовной консистории.
В 1780 году вызван в Санкт-Петербург на чреду священнослужения и проповеди слова Божия. Присутствовал в Санкт-Петербургской духовной консистории.
В июле 1782 года назначен в Новгородский Хутынский монастырь, с освобождением от должности ректора семинарии. В последующие годы дважды исполнял в ней обязанности ректора.
15 (26) марта 1787 году в Новгородской епархии было учреждено Старорусское викариатство и первым епископом Старорусским был избран архимандрит Феофил. При этом викарному епископу Старорусскому запрещалось иметь собственный кафедральный собор, консисторию. Викарий должен был управлять делами епархии под начальством своего правящего епископа.
Его хиротония состоялась 21 апреля 1787 года в Царском Селе.
6 мая 1788 года переведён на самостоятельную Тамбовскую и Шацкую епархию
Был учеником митрополита Новгородского Гавриила, что наложило отпечаток и на стиль руководства епархией и на всю его деятельность. Ему было присуще стремление к коренным преобразованиям и некоей бюрократизации всех сторон епархиальной жизни. Многие свои реформы он начинал, прежде всего, с составления подробных правил или инструкций.
За долгое время управления Тамбовской епархией, продолжавшееся 22 года, епископом Феофилом были построены новые помещения для духовной семинарии, возведено много церквей и монастырей, введены новые порядки в консистории. Вёл борьбу с сектами духоборцев и молокан, которые имели широкое распространение в то время в Тамбовской епархии. При епископе Феофиле был введён в действие указ Святейшего Синода об освобождении священнослужителей от телесных наказаний.
Предметом особого попечения епископа Феофила были монастыри, и прежде всего старчество. В архиве Саровской пустыни хранилось 266 писем епископа Феофила к Саровским инокам (1788—1811). Фрагменты этих писем были опубликованы в «Тамбовских епархиальных ведомостях» за 1911 год.
2 сентября 1793 года епископ Феофил рукоположил во иеромонаха Серафима Саровского.
Имя епископа Феофила как ревнителя образования упоминается вместе с именем поэта и Тамбовского губернатора Г. Р. Державина. Край был настолько беден учёными, что при открытии Тамбовской духовной семинарии в епархии не оказалось лиц, которые могли бы занять в ней учительские должности, ни среди чёрного, ни среди белого духовенства. Тогда епископ Феофил вызвал ректора из Владимирской епархии и трёх преподавателей из Рязани. Его заботами к 1798 году в Тамбове было завершено строительство обширного семинарского здания.
Епископ Феофил имел намерение ввести в епархии обязательное обучение детей духовенства. Для этого служащие консистории, согласно резолюции епископа Феофила, привозили для обучения детей в Тамбов. Многие дети, не имея желания учиться, убегали домой, где сердобольные родители ласково встречали их и укрывали от школы и даже охотно платили за это штрафы, несмотря на разъяснительную работу, которую проводил среди духовенства епископ Феофил. Преосвященный не искал себе популярности в епархии, он не терпел доносчиков, а равно и духовенство, превышающее свою власть, даже в том случае, если они занимали видные места в епархии. По своим убеждениям и совести он действовал открыто и честно.
6 февраля 1794 года назначен в Астрахань, но по высочайшему указу от 11 марта 1794 года повелевалось «епископу Астраханскому Феофилу остаться по-прежнему в Тамбовской епархии».
15 сентября 1801 епископу Феофилу был вручён Орден Святой Анны 1-й степени за усердные труды.
В 1804 году преосвященный Феофил был обвинён перед государем в удержании монашеского и певческого жалованья, в поборах со ставленников за святое миро, антиминсы и прочее, но всё это оказалось ложью.
В 1806 году ему пожалована панагия усыпанная бриллиантами.
Памятен епископ Феофил и своей благотворительностью. В 1808 году он пожертвовал тысячу рублей на содержание обучающихся в Киевской духовной академии бедных сирот, в Саровскую пустынь, в Темниковский Санаксарский и Шацкий Чернеев Николаевский монастыри и на вдов и сирот служителей архиерейского дома.
В июне 1810 года епископ Феофил временно управлял Воронежской епархией.
14 декабря 1811 года с ним случился апоплексический удар. 22 декабря 1811 года преосвященный Феофил скончался. Погребён в Казанском храме и погребён на территории Тамбовского Казанского мужского монастыря у южной стены в Казанском храме. После кончины преосвященного Феофила осталась ценная библиотека.